# Tangkou (ort i Kina, Shaanxi, lat 32,86, long 106,82)
Tangkou är en ort i Kina. Den ligger i provinsen Shaanxi, i den nordvästra delen av landet, omkring 250 kilometer sydväst om provinshuvudstaden Xi'an. Antalet invånare är 5 733. Befolkningen består av 2 835 kvinnor och 2 898 män. Barn under 15 år utgör 18,0 %, vuxna 15-64 år 65 %, och äldre över 65 år 16,0 %.
Runt Tangkou är det ganska tätbefolkat, med 166 invånare per kvadratkilometer. Närmaste större samhälle är Nanzheng Xian, 19,5 km nordost om Tangkou. I omgivningarna runt Tangkou växer i huvudsak blandskog.
Genomsnittlig årsnederbörd är 1 225 millimeter. Den regnigaste månaden är juli, med i genomsnitt 292 mm nederbörd, och den torraste är december, med 2 mm nederbörd.